# اولریکه میوفارت
اولریکه میوفارت (انگلیسی: Ulrike Meyfarth؛ زاده ۴ مهٔ ۱۹۵۶) یک ورزشکار پرش ارتفاع اهل آلمان است.